# Badger, Iowa
Badger är en ort i Webster County i delstaten Iowa, USA.